# Estación de Herstal
La estación de Herstal es una estación de tren belga situada en Herstal, en la provincia de Lieja, región Valona.
Pertenece a las líneas   y  de S-Trein Lieja.

## Situación ferroviaria
La estación se encuentra en la línea 34 (Lieja-Hasselt).

## Intermodalidad
| Línea | Procedencia  | Parada       | Destino            |
| ----- | ------------ | ------------ | ------------------ |
| 76    | ÉMAEL Église | HERSTAL Gare | LIÈGE Gare Léopold |